# Dévai vármegyeház
A dévai vármegyeház eklektikus stílusban, Alpár Ignác tervei alapján épült századfordulós műemlék épület Romániában, Erdélyben, Déván. Ma a Hunyad megyei Tanács és Prefektúra székhelye. Műemlékvédelmi kódja HD-II-m-B-03224.

## Története
A 19. század utolsó évtizedeiben egyre szűkebbnek bizonyult a Hunyad vármegyei vármegyeházként szolgáló dévai Bethlen-kastély (Magna Curia) épülete. Ebben az időben osztották fel Zaránd vármegyét, így a Hunyadra tartozó tetemes levéltárnak is helyet kellett találni. E kettős indok kapcsán Pogány György, Hunyad vármegye főispánja és Barcsay Kálmán alispán, a Megyei Tanács testületével karöltve többször is kérvényezte egy korszerű székház felépítését a minisztériumnál. Utóbbi azonban csupán 1885 júliusában adott engedélyt ennek megépítésére 5000 forintos támogatás kíséretében. A Megyei Tanács a következő év tavaszán pályázatot hirdetett az épület tervrajzának elkészítésére, 1000 illetve 500 forintot ajánlva fel az első, illetve második helyezést elnyerő pályázónak. A meghirdetett határidőig 14 pályamű érkezett, melyeket külön szakbizottság bírált el. Legjobbnak a „Salus rei publicae” jeligéjű pályázat minősült, melyet némi módosítási javaslat kíséretében a megyei tanács felküldött a minisztériumnak jóváhagyás végett.  Miután utóbbi zöld utat adott az első díjas tervrajz kivitelezésére, kiderült, hogy azt is, illetve a második díjat elnyerő „Patria” jeligés tervet is a pályája elején lévő Alpár Ignác készítette.  A tervező feszült figyelemmel kísérte végig a két évig tartó építkezést. A kivitelezésre a vármegye ismét nyilvános pályázatot hirdetett és a benevező 14 vállalkozó közül a kolozsvári Oriold és Endstrasser cégre esett a választás.
A díszítő és belsőépítészeti munkákat  kolozsvári és budapesti szakemberekre bízták. Az építkezés 1889 tavaszán kezdődött és 1890 őszén zárult. Az eredetileg tervezett - minisztériumi finanszírozásból, hitelből, illetve 2%-os lakossági pótadóból fedezett  - 20 ezer forintos költségvetés szűknek bizonyult. Az épület ennek ellenére, kisebb díszítőelemek nélkülözésével elkészült és úgy építészeti szempontból, mint funkcionalitását tekintve ma is remekműnek mondható.
Az 1890-es átadását követően, trianonig vármegyeházként működött. Ezt követően a román közigazgatás különböző intézményei, illetve a második világháború után a Román Kommunista Párt megyei bizottsága  kapott helyet az épületben. A kommunizmus éveiben vaskos falú boltíves pincehelyiségét a Securitate kihallgatásokra használta. Eredeti bútorzatát a helyi szájhagyomány szerint a vasgárdisták prédálták fel. Az 1989-es fordulatot követően rövid ideig városházaként működött, majd a megye prefektúrai hivatalának székhelye lett.  2007-től a megyei tanács intézménye is itt kapott helyet. Ekkor kezdték el a 20. századot rendkívül jó állapotban átvészelő épület felújítását is.

## Az épület leírása

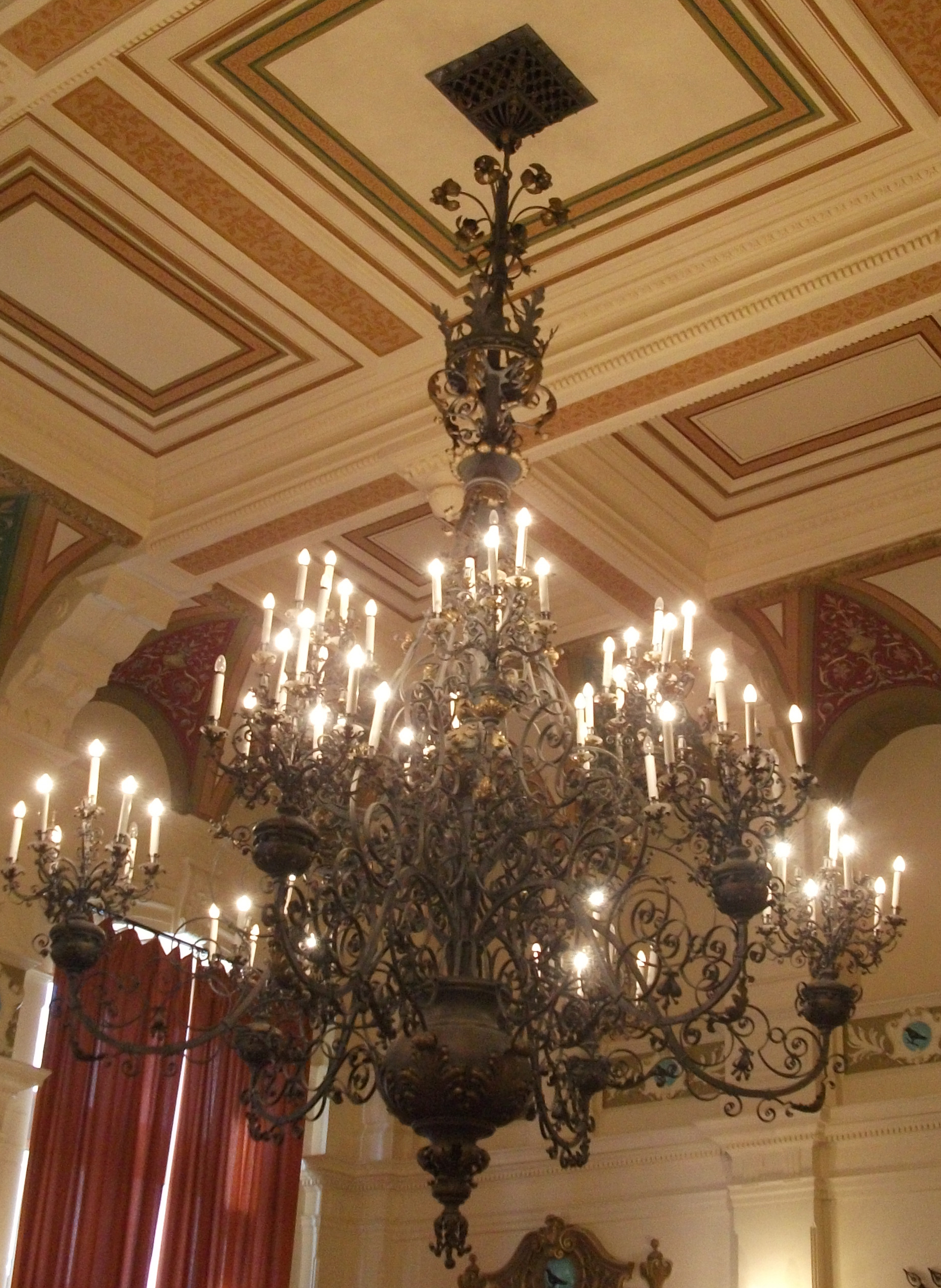
Kovácsoltvas csillár a dévai vármegyeház dísztermében

A késő eklektikus stílusú épület tompa szögű V alakban helyezkedik el, a dévai várhegy lábánál, szemben a városi parkkal. Központi tengelyéhez viszonyítva az épület teljesen szimmetrikus. A várra néző főbejáratához árkádos loggián vezet az út. A központi épülettömbből jobbra és balra nyíló,  a tágas belső udvarra néző ablakokkal ellátott folyosók az épület két oldalsó tömbjéig futnak. Az első szinten hajdan a szolgák és hivatalnokok szobái, irodái kaptak helyet. Ma számos irodahelyiség található itt. A második szintre díszes márványlépcső vezet fel. A lépcsőházban a millenniumi ünnepség alkalmával fekete márványtáblát helyeztek el a következő felirattal: „A magyar állam ezeréves fennállásának örömünnepén I. Ferencz József apostoli királynak dicső uralkodása idején Zágoni báró Szentkereszty György főispán elnökletén Kishalmágyi Hollaky Artur alispán tisztsége idején Hunyad megye törvényhatósági bizottsága által 1896. évi május hó 14-én tartott díszközgyűlésének emlékére.”. A táblának nyoma veszett. A lépcsőház két falán ma Doina Ionescu dévai képzőművész alkotásai láthatók: jobboldalt a térség ókori, baloldalt középkori szimbólumaival.

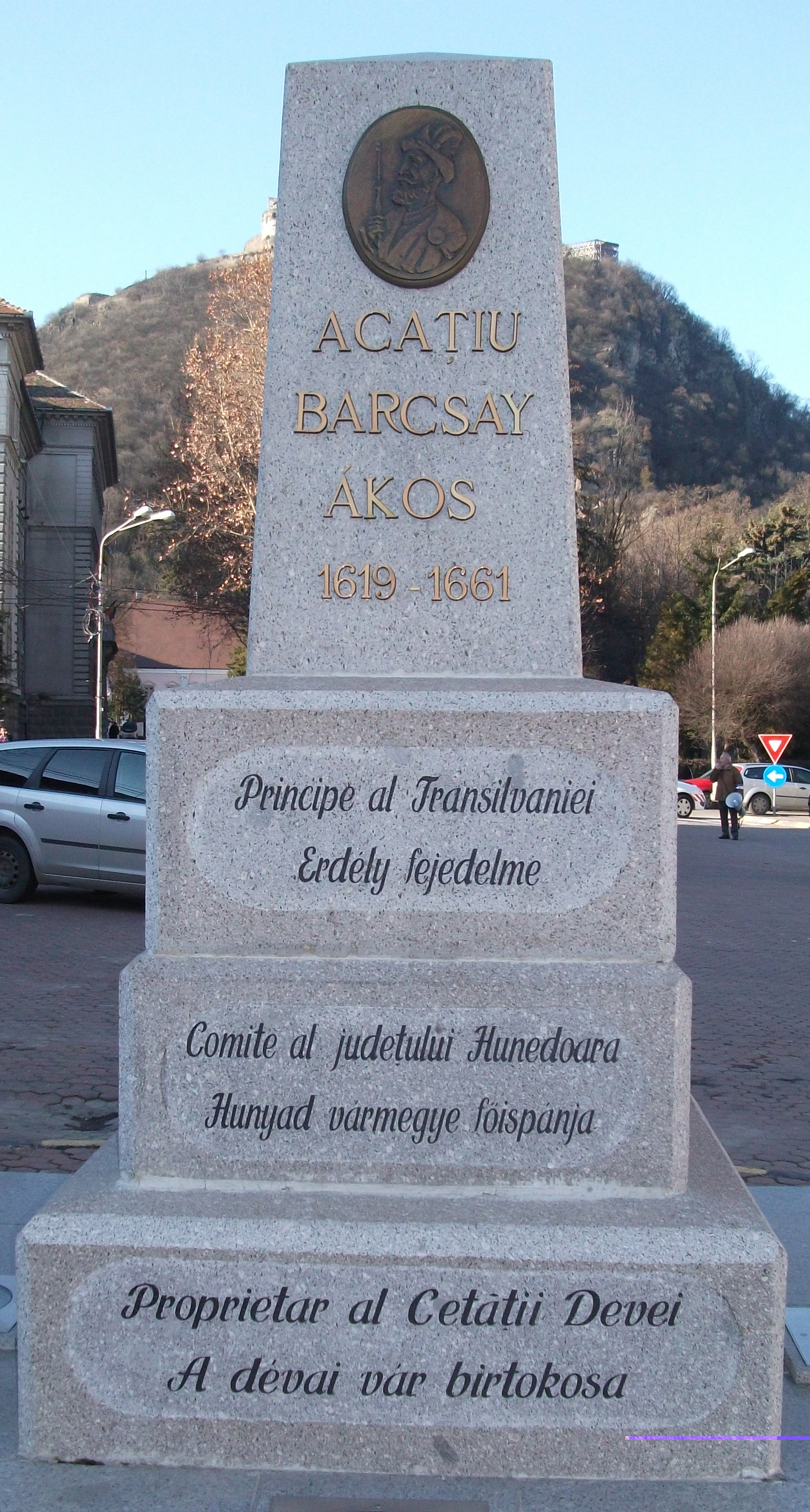
Barcsay Ákos emlékműve a dévai vármegyeház előtt

Az emeleten, szemközt a díszes márványlépcsővel a több mint 200 négyzetméteres, neoreneszánsz és barokk díszítésű gyűlésterem nyílik. A terem eredetileg is gyűlésteremként szolgált, ám a századfordulón gyakran adott helyet jótékonysági báloknak, hangversenyeknek is. Ekkor váltak igazán funkcionálissá a terem három falán kialakított díszes karzatok. A 9 méter magas termet kazettás mennyezet fedi, amelyből két hatalmas kovácsoltvas csillár  ereszkedik alá. Hajdanán mindegyiken 130 gyertya világított. A terem díszítésében meghatározók a neoreneszánsz motívumok, a karzatot, illetve faragott ajtókereteket pedig a Hunyadiak hollós címere díszíti. Sokáig ebben a teremben volt kiállítva Pataki Lajos, Hunyadi János és serege Nándorfehérvárra való vonulását ábrázoló festménye melyet 2009-ben restauráltak Szombathelyen és napjainkban  Magna Curia épületében van kiállítva A terem, főhomlokzat felőli falán hármas ajtó vezet a bejárat feletti tágas erkélyre. Innen nagyszerű kilátás nyílik a várra, a vármegyeház előtti térre és közelről szemügyre vehetők a teljes homlokzatot díszítő elemek: a Corvin címer és a barokk illetve manierista épületdíszek. Itt tűnik fel leginkább az épület homlokzatán kialakított szobormélyedések üressége. Az eredeti terv alapján ezekbe magyar szentek és királyok szobrai kerültek volna, ám a szűkös költségvetés miatt ezek soha nem készültek el. Az épület első emeletén, az épület két szélső tömbjében hajdan az ispán és alispán szolgálati lakása kapott helyet.
A vármegyeház különös bájához tartozik a sötétzöld Zsolnay cseréppel fedett magas nyeregtető is, melynek központi részén kilátóként szolgáló karcsú torony emelkedik. Az épület mögött tágas belső udvar helyezkedik el, várfalat utánzó kerítéssel határolva. Az udvaron ma irodahelyiségként szolgál a hajdani istálló és kocsiszín felújított épülete is.

## Építészeti jelentősége
A dévai vármegyeház, műemlék jellegén, és nagyszerű funkcionalitásán túl, kettős szempontból is mérföldkőnek nevezhető. Egyrészt tervezője, Alpár Ignác számára e nagyszerű munkája nyomán nyílik meg az út számos közvetlen megbízatás felé, amelyek ma is csodálatra méltó iskola-, bank- és közigazgatási épületeket eredményeznek. Másrészt a vármegyeház megépítésével indul meg Déva város fejlődése és két évtizeden belül kiépül a ma is álló városközpont: Királyi Főreálgimnázium, a honvédlaktanya (a mai sportiskola épülete), az igazságügyi palota (mai törvényszék), mögötte a börtön, a városháza, és végül az új református templom illetve a szecessziós stílusú városi színház. Ezzel Déva felzárkózik a fejlődő erdélyi városok sorába.

## Látnivalók a vármegyeház előtti téren
- Az igazságügyi palota
- A városi park, északnyugati csücskében a Bethlen kastéllyal
- A szintén Alpár Ignác tervezte békás szökőkút
- Barcsay Ákos várkapitány és Hunyad megyei főispán emlékműve, melyet 2011-ben állíttatott Dézsi Attila, akkori Hunyad megyei prefektus
- A kommunizmus ellen lázadók fekete márvány emlékműve.